# Naftali Temu
Naftali Temu (Kenia, 20 de abril de 1945-10 de marzo de 2003) fue un atleta keniano, especializado en la prueba de 5000 m en la que llegó a ser medallista de bronce olímpico en 1968.

## Carrera deportiva
En los JJ. OO. de México 1968 ganó la medalla de bronce en los 5000 metros, con un tiempo de 14:06.41 segundos, llegando a meta tras el tunecino Mohammed Gammoudi y su paisano keniano Kipchoge Keino (plata).